# 욘 더 볼프
요하너스 힐더브란트 더 볼프(네덜란드어: Johannes Hildebrand de Wolf, 1962년 12월 10일, 자위트-홀란트 주 스히담 ~)는 네덜란드의 전직 프로 축구 선수로, 현역 시절 수비수로 활약했다. 그는 네덜란드 국가대표팀 경기에 6번 출전해 2골을 기록하기도 했다.

## 클럽 경력
더 볼프는 스히담 출신이다. 그는 스파르타 로테르담에서 프로 무대 신고식을 치렀고, 1983년에 1군 첫 경기를 치렀다. 첫 소속 구단에서 2년을 보낸 그는 흐로닝언으로 둥지를 옮겨 인상적인 활약을 이어나갔고, 1987년에 네덜란드 국가대표팀에 차출되었다.
이 수비수는 1989년에 페예노르트에 입성해 1군에서 밀려난 첫 시즌 후, 그는 선수단에 잘 정착하여 1992-93 시즌에 소속 구단의 리그 우승에 일조했다. 그는 4년을 꽉 채워 활동하면서 KNVB 베커르를 3번 우승했고, 요한 크라위프 스할도 1번 들어올려 1991-92 시즌 유러피언 컵위너스컵에서 준결승전까지 올라갔지만, 모나코에 원정 다득점으로 패퇴했다.
그는 이후 잉글랜드 퍼스트 디비전(2부 리그)의 울버햄프턴 원더러스로, 1994년 12월에 £600,000으로 이적했다. 그는 이적한 지 얼마 지나지 않아 그레이엄 테일러 감독으로부터 주장 완장을 받아 소속 구단의 FA컵 8강 진출에 일조했고, 포트 베일과의 경기에서는 중앙 수비수로는 해트트릭을 기록하는 진귀한 업적을 달성했다. 그러나, 무릎 부상으로 승격을 앞두던 구단은 볼턴 원더러스와의 플레이오프전에서 패해 승격이 무산되었다.
그는 그 다음 시즌도 늑대 군단의 대부분 경기를 결장했고, 소속 구단은 20위의 저조한 리그 성적을 기록했다. 이 네덜란드 수비수는 신임 마크 맥기 감독의 눈밖에 나 2군으로 강등되었고, 더 볼프는 노련한 선수가 고작 부상당했다는 이유로 2군 경기에 출전해서는 안된다고 공개적으로 비난하기에 이르렀다. 그는 얼마 지나지 않아 잉글랜드 무대를 떠나 네덜란드 2부 리그의 VVV로 이적해 자국 리그에서 다시 뛰게 되었다.
VVV에서 자국 무대 복귀 시즌을 보낸 그는 또다시 출국하여 1997년에 하포엘 아시켈론에 입단했다. 그는 새 무대에 적응하지 못하고 3경기 출전에 그쳤고, 마지막 경기에는 자책골까지 기록했고, 곧바로 2부 리그의 헬몬트 스포르트로 이적했다. 그는 구단과 마찰을 빚고 양 측은 2년차에 상호 계약 해지로 결별했다. 더 볼프는 이후 아마추어 구단인 즈바르트-비트 '28에서 잠깐 선수 겸 감독을 맡고 은퇴했다.

## 국가대표팀 경력
더 볼프는 1987년 12월 16일, 3-0으로 이긴 그리스와의 유로 1988 예선전 경기에서 자국 대표팀 첫 경기를 치렀다. 그는 이 경기에 교체로 출전한 후, 5년 동안 차출되지 못했다. 그는 딕 아드보카트 감독의 임기에 다시 차출되어 1993-94 시즌 동안 5경기를 더 출전했다.
그는 1993년 3월에 열린 산마리노전에서 2골을 기록해 6-0 대승에 일조했고, 이후 1994년 월드컵 최종 명단에 발탁되었지만, 한 경기도 출전하지 못했다. 그의 마지막 국가대표팀 경기는 1993년 10월 13일에 열린 잉글랜드와의 경기로, 네덜란드가 이 경기에서 2-0으로 이기면서 그레이엄 테일러 감독의 잉글랜드는 탈락을 확정지었다. 역설적이게도, 테일러 감독은 더 볼프의 다음 소속 구단인 울버햄프턴 월더러스에서 한배를 타게 되었다.

## 감독 경력
2000년에 은퇴한 더 볼프는 RKSV의 감독을 맡았다. 그는 이후 SVVSMC, 하흘란디아, 그리고 튀르키옘스포르 3개 구단을 맡았다. 그는 튀르키옘스포르를 2008년 2월에 지도했다. 2009년 2월, 더 볼프는 포르스호턴 '97을 맡았다. 에이르스터 클라서 B에 속했던 구단이다. 2009-10 시즌, 그는 네덜란드 호프트클라서의 WKE 감독이 되었다. 2014년 3월, 그는 슬리드레흐트 감독직에서 해임되었다. 욘 더 볼프는 2019년을 기점으로 페예노르트의 수석 코치로 활동하고 있다.

## 축구 외
더 볼프는 네덜란드 지방 방송 RNN7의 텔레비전 프로그램 "욘과 산다"의 방송인으로도 활동한다. 그는 2004년 "바른 스튜디오 스포츠"에서 방송인 경력을 시작했고 이후 "욘과 요리" 그리고 "욘과 묵기"에 출연했다.
2006년, 그는 네덜란드 인기 프로그램 "별들과 함께 춤을"에 출연했다. 그는 "별들과의 싸움"에 2007년 출연해 또다른 축구 선수인 츠헌 라 링에게 패했다.

## 수상

### 선수
페예노르트
- 에레디비시: 1992–93
- KNVB 베커르: 1990–91, 1991–92, 1993–94
- 네덜란트서 쉬페르퀴프: 1991

### 수석 코치
페예노르트
- 에레디비시: 2022–23[3]